# Озёрка (приток Кудьмы)
Озёрка — река в Нижегородской области России, левый приток Кудьмы. Длина реки составляет 74 км, площадь водосборного бассейна — 1030 км².
Высота устья — 67 м над уровнем моря.
Исток реки южнее деревни Городищи в 20 км в востоку от Дальнего Константинова. Река течёт на запад, затем на северо-запад и северо-восток. На реке большое количество деревень и сёла Румянцево и Чернуха. Впадает в Кудьму у деревни Вередеево.

## Притоки
(указано расстояние от устья)
- 23 км: река Пукстерь (лв)
- 31 км: река Печеть (лв)
- 41 км: река Шемлей (Шмелей) (лв)
- 45 км: река без названия, у с. Старые Березняки (пр)
- 57 км: река без названия, у с. Ключищи (лв)
- 59 км: река Опракса (Кулиха) (лв)

## Археологические находки
В бассейне Озёрки был открыт комплекс средневековых археологических памятников (древние поселения, захоронения, дороги и т. п.) второй половины I тысячелетия — первой половины II тысячелетия н. э.

## Данные водного реестра
По данным государственного водного реестра России относится к Верхневолжскому бассейновому округу, водохозяйственный участок реки — Волга от устья реки Ока до Чебоксарского гидроузла (Чебоксарское водохранилище), без рек Сура и Ветлуга, речной подбассейн реки — Волга от впадения Оки до Куйбышевского водохранилища (без бассейна Суры). Речной бассейн реки — (Верхняя) Волга до Куйбышевского водохранилища (без бассейна Оки).
Код объекта в государственном водном реестре — 08010400312110000034301.